# Maurice Risch
Maurice Risch (Paris, 25 de janeiro de 1943) é um ator, dublador e diretor teatral francês.

## Biografia

### Primeiros anos e formação acadêmica
Nascido em Paris, Maurice Risch, foi aluno no Conservatório Nacional Superior de Arte Dramática. Concluiu os estudos no ano de 1966, conquistando dois prêmios de atuação durante seus estudos no conservatório.

### Carreira
Rapidamente foi ficando conhecido nos teatros da Boulevard du Temple. Estreou no cinema com o longa Le grand restaurant, no ano de 1966. Na década de 1970, Maurice Risch lembrava o ator Jacques Villeret, a tal ponto que alguns às vezes confundiam os dois atores. Alguns críticos às vezes compararam de forma cruel e injusta o primeiro com o segundo. Os dois atores também interpretam irmãos no filme The Castaways from Turtle Island e se tornaram amigos.
No ano de 1980, foi um dos principais atores no premiado filme Le dernier métro. No mesmo ano, fez sua estreia como diretor teatral, ao dirigir a peça Silence ! on aime. Ao longo de sua carreira, dirigiu oito peças teatrais.
Acostumado por interpretar papéis coadjuvantes, em 1986, teve seu papel de protagonista em Gros dégueulasse, adaptado da História em quadrinho de Jean-Marc Reiser.
Desde meados da década de 1980, com o fim dos filmes chamados “Franchouillard”, o surgimento de obras de baixo orçamento e o desaparecimento gradual dos papéis de atores com seu físico, Maurice Risch tem estado cada vez mais ausente do grande público. Continua sua carreira no teatro, investindo também na direção. 
No entanto, voltou ao cinema em vários filmes entre 1994 e meados dos anos 2000, incluindo três com o diretor Pascal Thomas. Também estrelou continuamente durante este período em vários trabalhos para a televisão.

## Filmografia

### Cinema
| Ano  | Filme                                                  | Personagem                 | Notas |
| ---- | ------------------------------------------------------ | -------------------------- | ----- |
| 1966 | Le Grand Restaurant                                    | Julien                     |       |
| 1967 | Les Grandes Vacances                                   | Stéphane Michonnet         |       |
| 1970 | Le Pistonné                                            | Clochon                    |       |
| 1972 | L'Œuf                                                  | Gustave                    |       |
| 1972 | Nous ne vieillirons pas ensemble                       | Michel                     |       |
| 1972 | Le Führer en folie                                     | Toto                       |       |
| 1972 | Tout le monde il est beau, tout le monde il est gentil | Redator                    |       |
| 1973 | Salut l'artiste                                        | Fotógrafo                  |       |
| 1975 | Opération Lady Marlène                                 | Operador do metrô          |       |
| 1976 | L'Éducation amoureuse de Valentin                      | Louis                      |       |
| 1976 | Le Trouble-fesses                                      | Ernesto Capoli             |       |
| 1976 | Les Naufragés de l'île de la Tortue                    | Gros Nono                  |       |
| 1977 | Un oursin dans la poche                                | Benjamin                   |       |
| 1978 | La Zizanie                                             | O imbecil                  |       |
| 1979 | Le Gendarme et les Extra-terrestres                    | Beaupied                   |       |
| 1980 | Le Dernier Métro                                       | Raymond Boursier           |       |
| 1980 | Le Coup du parapluie                                   | Produtor de Paris          |       |
| 1980 | Les Fourberies de Scapin                               | Sylvestre                  |       |
| 1981 | Signé Furax                                            | Bêbado do Obelisco         |       |
| 1981 | Beau-père                                              | Nicolas                    |       |
| 1981 | L'Ombre rouge                                          | Marcel                     |       |
| 1982 | Le Gendarme et les Gendarmettes                        | Beaupied                   |       |
| 1982 | Les P'tites Têtes                                      | Henri                      |       |
| 1983 | Mon curé chez les Thaïlandaises                        | Padre Maximino             |       |
| 1984 | Vive les femmes !                                      | Mammouth                   |       |
| 1984 | La Smala                                               | Gégène                     |       |
| 1984 | Retenez-moi... ou je fais un malheur !                 | Farett                     |       |
| 1985 | Gros dégueulasse                                       | Gros dégueulasse           |       |
| 1986 | Les Clowns de Dieu                                     | Mac Goy                    |       |
| 1986 | Paulette, la pauvre petite milliardaire                | Chefe de Gabinete          |       |
| 1986 | Justice de flic                                        | Bernadac                   |       |
| 1994 | La Cité de la peur                                     | Jornalista cinematográfico |       |
| 2001 | Mercredi, folle journée !                              | Grogneau                   |       |
| 2003 | Louis de Funès ou le pouvoir de faire rire             | Ele mesmo                  |       |
| 2005 | Mon petit doigt m'a dit                                | M. Coupelay                |       |
| 2006 | Le Grand Appartement                                   | Ravambuse                  |       |
| 2008 | Ma femme s’appelle Maurice                             | Maurice Lappin             |       |
| 2013 | Drôles De Parents                                      |                            |       |

### Televisão
| Ano  | Programa                              | Personagem           | Notas                                           |
| ---- | ------------------------------------- | -------------------- | ----------------------------------------------- |
| 1964 | Le coeur ébloui                       | Ricard               |                                                 |
| 1967 | Les créatures du bon Dieu             | Marcel               |                                                 |
| 1969 | L'atelier Prévert-Derlon              |                      | 2 episódios                                     |
| 1970 | Les Six Jours                         | Motorista            |                                                 |
| 1971 | La Dame de Monsoreau                  |                      |                                                 |
| 1973 | La Porteuse de pain                   |                      |                                                 |
| 1974 | Gil Blas de Santillane                | Monge                |                                                 |
| 1977 | Recherche dans l'intérêt des familles |                      | Episódio: "Le PDG"                              |
| 1978 | L'Équipage                            | Marbot               |                                                 |
| 1978 | Le Retour de Jean                     |                      |                                                 |
| 1980 | Les Incorrigibles                     | Bruno                |                                                 |
| 1981 | Nana                                  | O anfitrião do baile |                                                 |
| 1982 | Médecins de nuit                      | M. Martinez          | Episódio: "La Dernière Nuit"                    |
| 1987 | Capitaine James Cook                  | Monkhouse            |                                                 |
| 1987 | Les Enquêtes du commissaire Maigret   |                      | Episódio: "Les Caves du Majestic tiré du roman" |
| 1989 | Douce France                          | Maurice Laigle       |                                                 |
| 1989 | Le bonheur d'en face                  | Loeuf                | 14 episódios                                    |
| 1990 | La Bonne Adresse                      | Bernard              |                                                 |
| 1991 | Appelez-moi Tonton                    | M. Anselme           |                                                 |
| 1992 | Tout ou presque                       |                      |                                                 |
| 1995 | Une femme dans la tempête             | Ernest Belon         |                                                 |
| 1995 | Cluedo                                | Inspetor             |                                                 |
| 1997 | Une soupe aux herbes sauvages         | Vaucheux             |                                                 |
| 2000 | Les Jours heureux                     | Robert               |                                                 |
| 2000 | L'histoire du samedi                  | Robert               | Episódio: "Les jours heureux"                   |
| 2002 | Marc Eliot                            | Jacques Bourdelle    | Episódio: "Mexicus, terminus"                   |
| 2002 | La vie devant nous                    | Me Clavel            | Episódio: "Arrestation"                         |
| 2005 | L'Évangile selon Aîmé                 | Albert               |                                                 |
| 2009 | Petites vacances à Knokke-le-Zoute    | Génécand             |                                                 |
| 2014 | No Limit                              | Michel               | Um episódio                                     |

### Dublagem
| Ano  | Trabalho                 | Personagem              | Original                |
| ---- | ------------------------ | ----------------------- | ----------------------- |
| 1980 | Popeye                   | Castor Oyl              | Donovan Scott           |
| 1981 | Era uma Vez na América   | 'Fat' Moe Gelly         | Larry Rapp              |
| 1984 | Amadeus                  | O manobrista de Salieri | Vincent Schiavelli      |
| 1984 | Splash                   | Freddie Bauer           | John Candy              |
| 1985 | Silver Bullet            | Milt Sturmfuller        | James A. Baffico        |
| 1986 | Astérix chez les Bretons | Chateaupétrus           |                         |
| 1987 | Overboard                | Billy Pratt             | Mike Hagerty            |
| 1991 | City Slickers            | Ira Shalowitz           | David Paymer            |
| 1991 | Capitão Planeta          | Skuum, MAL              | Jeff Goldblum/Tim Curry |

## Teatro
| Ano        | Peça                                                         | Diretor(es)                       | Teatro                                             |
| ---------- | ------------------------------------------------------------ | --------------------------------- | -------------------------------------------------- |
| 1965       | La Dame de chez Maxim                                        | Jacques Charon                    | Théâtre du Palais-Royal                            |
| 1968       | La Bonne Adresse                                             | Christian-Gérard                  | La Pépinière-Théâtre                               |
| 1969       | Frédéric                                                     | Pierre Mondy                      | Espace Cardin                                      |
| 1969       | Échec et Meurtre                                             | Jean Piat                         | Espace Cardin                                      |
| 1970       | Brouart et le désordre                                       | Jean Meyer                        | Théâtre des Célestins                              |
| 1970       | Voulez-vous jouer avec moâ?                                  | Jacques Échantillon               | Théâtre La Bruyère                                 |
| 1970       | Cyrano de Bergerac                                           | Jacques Ardouin                   | Théâtre des Célestins                              |
| 1972       | Mais qu'est-ce qui fait courir les femmes, la nuit à Madrid? | Daniel Ceccaldi                   | Festival du Marais                                 |
| 1972       | Le Plaisir conjugal d'Albert Husson                          | Robert Manuel                     | Théâtre de la Madeleine                            |
| 1974       | Le Médecin malgré lui de Molière                             | Jean-Louis Thamin                 | Théâtre de l'Atelier                               |
| 1975       | En r'venant de l'expo                                        | Jean-Pierre Vincent               | Teatro do Odéon                                    |
| 1975       | L'Éventail                                                   | Daniel Ceccaldi                   | Festival du Marais                                 |
| 1975       | La Grosse                                                    | Jean Le Poulain                   | Théâtre des Bouffes-Parisiens                      |
| 1980       | Silence... on aime                                           | Maurice Risch                     | Théâtre des Bouffes-Parisiens                      |
| 1981       | Mademoiselle                                                 | Jean Meyer                        | Théâtre des Célestins, Théâtre de la Michodière    |
| 1982 –1983 | Vive les femmes !                                            | Claude Confortès                  | Théâtre de la Gaîté-Montparnasse, Théâtre Fontaine |
| 1984       | Le Bluffeur                                                  |                                   | Théâtre des Variétés                               |
| 1984       | Les Précieuses ridicules                                     | Jean Meyer                        | Théâtre des Célestins                              |
| 1985       | Topaze                                                       | Jean Meyer                        | Théâtre des Célestins                              |
| 1987       | Y a-t-il un otage dans l'immeuble ?                          | Maurice Risch                     | Théâtre Daunou                                     |
| 1988       | Pyjama pour six                                              | Marc Camoletti                    | Théâtre Michel                                     |
| 1989       | La Bonne Adresse                                             | Marc Camoletti                    | Théâtre Michel                                     |
| 1990       | Lady Godiva                                                  | Jacqueline Boeuf                  | Théâtre Tête d'or                                  |
| 1991       | Trois partout                                                | Pierre Mondy                      | Peça em turnê                                      |
| 1993       | Coup de foudre                                               | Francis Joffo                     | Peça em turnê                                      |
| 1993       | Vent de folie                                                | Maurice Risch                     | Théâtre d'Edgar                                    |
| 1994       | Le Bal des voleurs                                           | Jean-Claude Brialy                | Festival d'Anjou                                   |
| 1995       | L'Hôtel du libre échange                                     | Franck de la Personne             | Théâtre de la Michodière                           |
| 1995       | Le Portefeuille                                              | Jean-Luc Moreau                   | Peça em turnê                                      |
| 1998       | Les Casseroles                                               | Michel Galabru                    | Peça em turnê                                      |
| 1999       | Coup double                                                  | Serge Pénard                      | Peça em turnê                                      |
| 2000       | Espèces menacées                                             | Éric Civanyan                     | Peça em turnê                                      |
| 2000       | Le Bourgeois gentilhomme                                     | Gérard Savoisien                  | Peça em turnê                                      |
| 2001       | Bon appétit                                                  | Olivier Macé e Jean-Pierre Dravel | Théâtre libre                                      |
| 2003       | Quel cinéma !                                                | Francis Joffo                     | Théâtre du Palais-Royal                            |
| 2007       | Le Système Ribadier                                          |                                   | Peça em turnê                                      |
| 2008       | Ma femme s'appelle                                           | Jean-Luc Moreau                   | Théâtre des Nouveautés                             |
| 2008       | Les Bidochon                                                 | Jean-Luc Borras                   | Théâtre des Mathurins                              |
| 2009       | Drôles de parents                                            | Maurice Risch                     | Peça em turnê                                      |
| 2012       | Ça reste en famille                                          | Maurice Risch                     | Peça em turnê, Le Palace                           |
| 2013       | Coup de foudre                                               | Francis Joffo                     | Peça em turnê                                      |
| 2015       | Ma femme est sortie                                          | Jean-Pierre Dravel e Olivier Macé | Peça em turnê                                      |
| 2016 –2019 | Ma colocataire est une garce                                 | Michel Delgado                    | Peça em turnê                                      |